# Distretto di Kibondo
Il distretto di  Kibondo è un  distretto della Tanzania situato nella regione di Kigoma. È suddiviso in 19 circoscrizioni (wards) e conta una popolazione di 362 922 abitanti (censimento 2022).

## Suddivisione amministrativa
Il distretto è diviso nelle seguenti circoscrizioni (wards), tra parentesi gli abitanti (censimento 2022):
1. Bitare (9 619)
2. Biturana (10 830)
3. Bunyambo (12 788)
4. Busagara (16 341)
5. Busunzu (31 085)
6. Itaba (7 974)
7. Kagezi (13 651)
8. Kibondo Mjini (27 200)
9. Kitahana (13 695)
10. Kizazi (16 300)
11. Kumsenga (15 087)
12. Kumwambu (9 744)
13. Mabamba (15 171)
14. Misezero (10 268)
15. Mukabuye (7 089)
16. Murungu (84 449)
17. Nyaruyoba (13 994)
18. Rugongwe (34 429)
19. Rusohoko (13 208)